# Borrowed Wives
Borrowed Wives – amerykański film z 1930 roku w reżyserii Franka R. Strayera.